# Vaejovis smithi
Espèce
Synonymes
- Vaejovis mexicanus smithi Pocock, 1902

Vaejovis smithi est une espèce de scorpions de la famille des Vaejovidae.

## Distribution
Cette espèce est endémique du Morelos au Mexique.

## Description
Le mâle subadulte holotype mesure 30 mm.

## Systématique et taxinomie
Cette espèce a été décrite sous le protonyme Vaejovis mexicanus smithi par Pocock en 1902. Elle est élevée au rang d'espèce par Fet et Soleglad en 2007.

## Étymologie
Cette espèce est nommée en l'honneur de Herbert Huntington Smith.

## Publication originale
- Pocock, 1902 : « Arachnida : Scorpiones, Pedipalpi, and Solifugae. » Biologia Centrali-Americana, p. 1-71 (texte intégral).